# Nossa Senhora de Lourdes
Nossa Senhora de Lourdes là một đô thị thuộc bang Sergipe, Brasil. Đô thị này có diện tích 88,6 km², dân số năm 2007 là 6296 người, mật độ 71,06 người/km².